# Dolichoderus anthracinus
Dolichoderus anthracinus är en myrart som först beskrevs av Oswald Heer 1850.  Dolichoderus anthracinus ingår i släktet Dolichoderus och familjen myror. Inga underarter finns listade i Catalogue of Life.